# Superpuchar Polski w piłce siatkowej mężczyzn
Superpuchar Polski w piłce siatkowej mężczyzn (w latach 2013-2014 od nazwy sponsora jako Enea Super Puchar) – cykliczne rozgrywki w piłce siatkowej organizowane corocznie przez Polską Ligę Siatkówki we współpracy z Polskim Związkiem Piłki Siatkowej dla mistrza i zdobywcy Pucharu Polski. 
Rozgrywki o siatkarski Superpuchar Polski rozgrywane są od 2012 roku. Pierwszym zwycięzcą tych rozgrywek został klub PGE Skra Bełchatów.
Wcześniej w dniach 8-9 kwietnia 1995 roku rozegrany został turniej o Superpuchar PZPS. Wygrał go Yawal AZS Częstochowa.

## Triumfatorzy

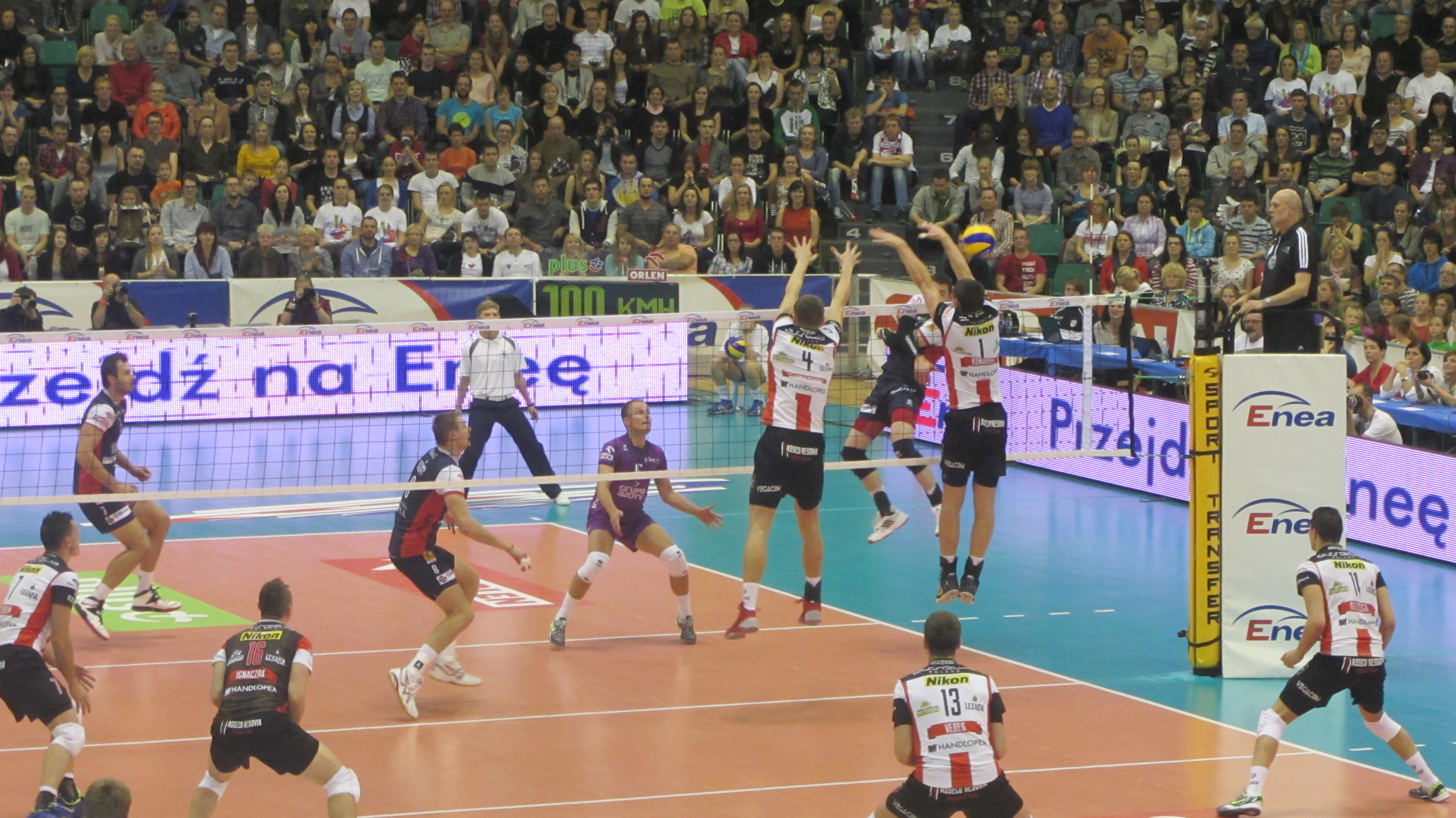
Superpuchar Polski 2013 w Arenie w Poznaniu

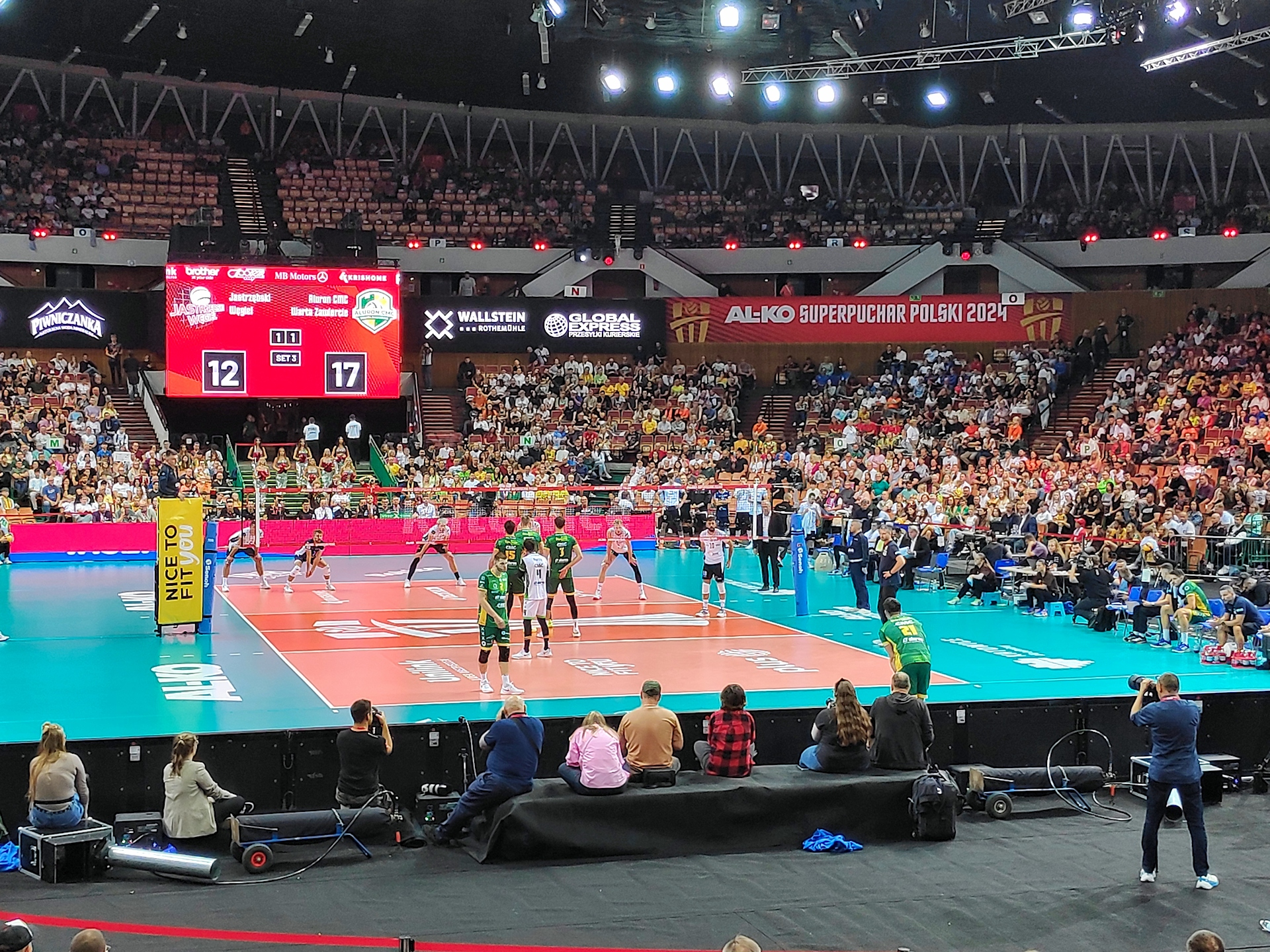
Trzeci set Superpucharu 2024 w Spodku w Katowicach

### Superpuchar PZPS
| Edycja | Data      | Miejsce spotkania | 1. miejsce            | 2. miejsce              | Wynik spotkania         |
| ------ | --------- | ----------------- | --------------------- | ----------------------- | ----------------------- |
| 1      | 9.04.1995 | Szczecin          | AZS Yawal Częstochowa | Morze ESPEBEPE Szczecin | 3:0 (15:11, 15:5, 15:8) |

### Superpuchar Polski
| Edycja | Data       | Miejsce spotkania                      | 1. miejsce                                                                | 2. miejsce                                                            | Wynik spotkania                         |
| ------ | ---------- | -------------------------------------- | ------------------------------------------------------------------------- | --------------------------------------------------------------------- | --------------------------------------- |
| 1      | 29.09.2012 | Hala Sportowa Częstochowa, Częstochowa | PGE Skra Bełchatów (Zdobywca Pucharu Polski)                              | Asseco Resovia Rzeszów (Mistrz Polski)                                | 3:0 (25:21, 25:23, 25:19)               |
| 2      | 16.10.2013 | Hala Arena, Poznań                     | Asseco Resovia Rzeszów (Mistrz Polski)                                    | ZAKSA Kędzierzyn-Koźle (Zdobywca Pucharu Polski)                      | 3:2 (22:25, 25:19, 25:23, 21:25, 15:13) |
| 3      | 08.10.2014 | Hala Arena, Poznań                     | PGE Skra Bełchatów (Mistrz Polski)                                        | ZAKSA Kędzierzyn-Koźle (Zdobywca Pucharu Polski)                      | 3:1 (26:24, 25:22, 20:25, 27:25)        |
| 4      | 28.10.2015 | Hala Arena, Poznań                     | Lotos Trefl Gdańsk (Zdobywca Pucharu Polski)                              | Asseco Resovia Rzeszów (Mistrz Polski)                                | 3:2 (25:23, 25:18, 23:25, 22:25, 15:12) |
| 5      | 23.09.2017 | Hala Energia, Bełchatów                | PGE Skra Bełchatów (Wicemistrz Polski)                                    | ZAKSA Kędzierzyn-Koźle (Mistrz i zdobywca Pucharu Polski)             | 3:1 (16:25, 25:17, 35:33, 25:21)        |
| 6      | 24.10.2018 | Ergo Arena, Sopot/Gdańsk               | PGE Skra Bełchatów (Mistrz Polski)                                        | Trefl Gdańsk (Zdobywca Pucharu Polski)                                | 3:0 (25:17, 25:20, 25:20)               |
| 7      | 23.10.2019 | Arena Gliwice, Gliwice                 | Grupa Azoty ZAKSA Kędzierzyn-Koźle (Mistrz i zdobywca Pucharu Polski)     | Projekt Warszawa (Wicemistrz Polski)                                  | 3:1 (25:17, 34:32, 19:25, 25:23)        |
| 8      | 06.09.2020 | Hala sportowa Hotelu Arłamów, Arłamów  | Grupa Azoty ZAKSA Kędzierzyn-Koźle                                        | PGE Skra Bełchatów                                                    | 3:1 (20:25, 25:14, 25:21, 25:19)        |
| 9      | 20.10.2021 | Hala Globus, Lublin                    | Jastrzębski Węgiel (Mistrz Polski)                                        | Grupa Azoty ZAKSA Kędzierzyn-Koźle (Zdobywca Pucharu Polski)          | 3:0 (25:18, 25:22, 30:28)               |
| 10     | 26.10.2022 | Hala Globus, Lublin                    | Jastrzębski Węgiel (Wicemistrz i finalista Pucharu Polski)                | Grupa Azoty ZAKSA Kędzierzyn-Koźle (Mistrz i zdobywca Pucharu Polski) | 3:2 (24:26, 25:23, 18:25, 25:21, 15:13) |
| 11     | 03.11.2023 | Hala „Spodek”, Katowice                | Grupa Azoty ZAKSA Kędzierzyn-Koźle (Wicemistrz i zdobywca Pucharu Polski) | Jastrzębski Węgiel (Mistrz i finalista Pucharu Polski)                | 3:2 (20:25, 24:26, 31:29, 25:19, 15:12) |
| 12     | 25.09.2024 | Hala „Spodek”, Katowice                | Aluron CMC Warta Zawiercie (Wicemistrz i zdobywca Pucharu Polski)         | Jastrzębski Węgiel (Mistrz i finalista Pucharu Polski)                | 3:2 (21:25, 25:21, 25:21, 19:25, 23:21) |

## Bilans klubów
| Klub                       | 1. miejsce | 2. miejsce |
| -------------------------- | ---------- | ---------- |
| PGE Skra Bełchatów         | 4          | 1          |
| ZAKSA Kędzierzyn-Koźle     | 3          | 5          |
| Jastrzębski Węgiel         | 2          | 2          |
| Asseco Resovia Rzeszów     | 1          | 2          |
| Trefl Gdańsk               | 1          | 1          |
| Aluron CMC Warta Zawiercie | 1          | 0          |
| Projekt Warszawa           | 0          | 1          |

## NagrodyMVP
Superpuchar PZPS:
- 1995 –  Krzysztof Wójcik

Superpuchar Polski:
- 2012 –  Mariusz Wlazły
- 2013 –  Dawid Konarski
- 2014 –  Facundo Conte
- 2015 –  Mateusz Mika
- 2017 –  Bartosz Bednorz
- 2018 –  Mariusz Wlazły
- 2019 –  Łukasz Kaczmarek
- 2020 –  Aleksander Śliwka
- 2021 –  Tomasz Fornal
- 2022 –  Jurij Hładyr
- 2023 –  Bartosz Bednorz
- 2024 –  Aaron Russell